# Leslie Bibb
Leslie Bibb, född 17 november 1974 i Bismarck, North Dakota, är en amerikansk skådespelare och tidigare fotomodell.

## Filmografi (urval)
- 1999–2001 – Popular (TV-serie)
- 2001 – Spot  En hund på rymmen
- 2006 – Talladega Nights: The Ballad of Ricky Bobby
- 2007 – Sex and Death 101
- 2007 – Trick 'r Treat
- 2008 – Iron Man
- 2008 – Midnight Meat Train
- 2009 – En shopaholics bekännelser
- 2009 – Law Abiding Citizen
- 2010 – Iron Man 2
- 2011 – Zookeeper
- 2012 – Meeting Evil
- 2013 – Movie 43
- 2013 – Hell Baby
- 2014 – Om en pojke (TV-serie)
- 2017 – The Babysitter
- 2020 – The Babysitter: Killer Queen
- 2024 – Juror No. 2